# بحيرة مالحة
البحيرة المالحة هي مسطح غير ساحلي من الماء يحتوي على تركيز من الأملاح (كلوريد الصوديوم عادة) وغيرها من المعادن الذائبة أعلى بكثير من معظم البحيرات (تُعرف عادةً بثلاثة جرامات على الأقل من الملح لكل لتر). في بعض الحالات، تحتوي البحيرات المالحة على تركيز أعلى من الملح مقارنة بمياه البحر. يمكن أن تسمى هذه البحيرات أيضًا ببحيرات شديدة الملوحة. بحيرة الملح القلوية التي تحتوي على نسبة عالية من الكربونات تسمى أحيانًا بحيرة الصودا.
تصنيف البحيرات المالحة:
- مالح قليلاً 0.5-3 ‰
- تحت مالح 3-20 ‰
- ميسوسالين 20-50 ‰
- ملوحة مفرطة أكبر من 50 ‰

## الخصائص
تتشكل البحيرات المالحة عندما تتراكم المياه المتدفقة إلى البحيرة، التي تحتوي على الملح أو المعادن، لأن البحيرة مغلقة. ثم يتبخر الماء، تاركًا وراءه أي أملاح مذابة، وبالتالي تزداد ملوحة الماء، مما يجعل البحيرة المالحة مكانًا ممتازًا لإنتاج الملح. كما تؤدي الملوحة العالية إلى وجود نباتات وحيوانات فريدة من نوعها في أليف الملح في البحيرة المعنية؛ في بعض الأحيان، في الواقع، قد تكون النتيجة غياب الحياة بالقرب من البحيرة المالحة. إذا كانت كمية المياه المتدفقة إلى البحيرة أقل من الكمية التي تم تبخيرها، فستختفي البحيرة في النهاية وتترك بحيرة جافة.
تتكون البحيرات المالحة من الماء الذي وصل إلى تشبع الملح أو بالقرب من التشبع (أجاج) ، ويمكن أيضًا تشبعه بشدة بمواد أخرى.
تتطور معظم البحيرات المالحة نتيجة لارتفاع معدلات التبخر في مناخ جاف مع عدم وجود منفذ إلى المحيط. قد يأتي المحتوى العالي من الملح في هذه المسطحات المائية من المعادن المودعة من الأرض المحيطة. قد يكون هناك مصدر آخر للملح هو أن جسم الماء كان متصل سابقًا بالمحيط. بينما يتبخر الماء من البحيرة، يبقى الملح. في النهاية، سيصبح جسم الماء أجاج.
بسبب كثافة الماء المالح، يكون السباحون أكثر نشاطًا في الماء المالح مقارنة بالمياه المالحة العذبة أو العادية. ومن الأمثلة على هذه البحيرات المالحة: البحر الميت والبحيرة المالحة الكبرى.
قد تتشكل أجسام الأجاج أيضًا على قاع المحيط عند المسارب الباردة. وتسمى هذه في بعض الأحيان بحيرات المياه المالحة، ولكن يشار إليها في كثير من الأحيان باسم حمامات مالحة. من الممكن مراقبة الأمواج على سطح هذه الأجسام.
يتم إنشاء أجسام من الأجاج من صنع الإنسان لإنتاج ملح الطعام. هذه يمكن أن يشار إليها باسم أحواض المياه المالحة.

## قائمة بأسماء البحيرات المالحة

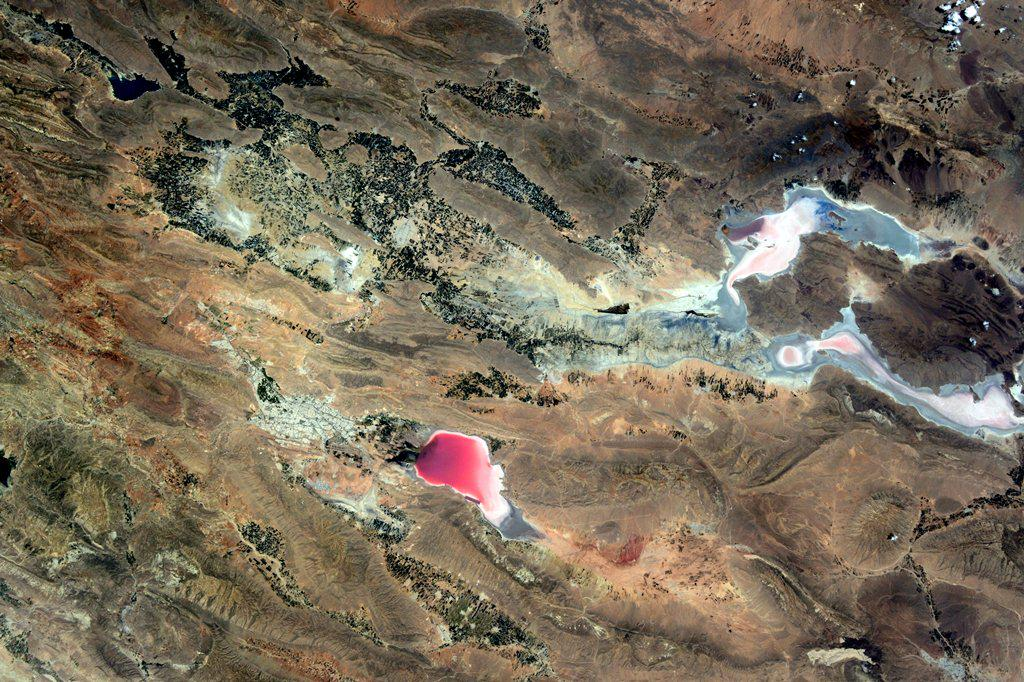
صورة رائد فضاء لبحيرات بختيجان ومهارلو بالقرب من شيراز، إيران. بحيرات الملح شائعة بشكل خاص في إيران.

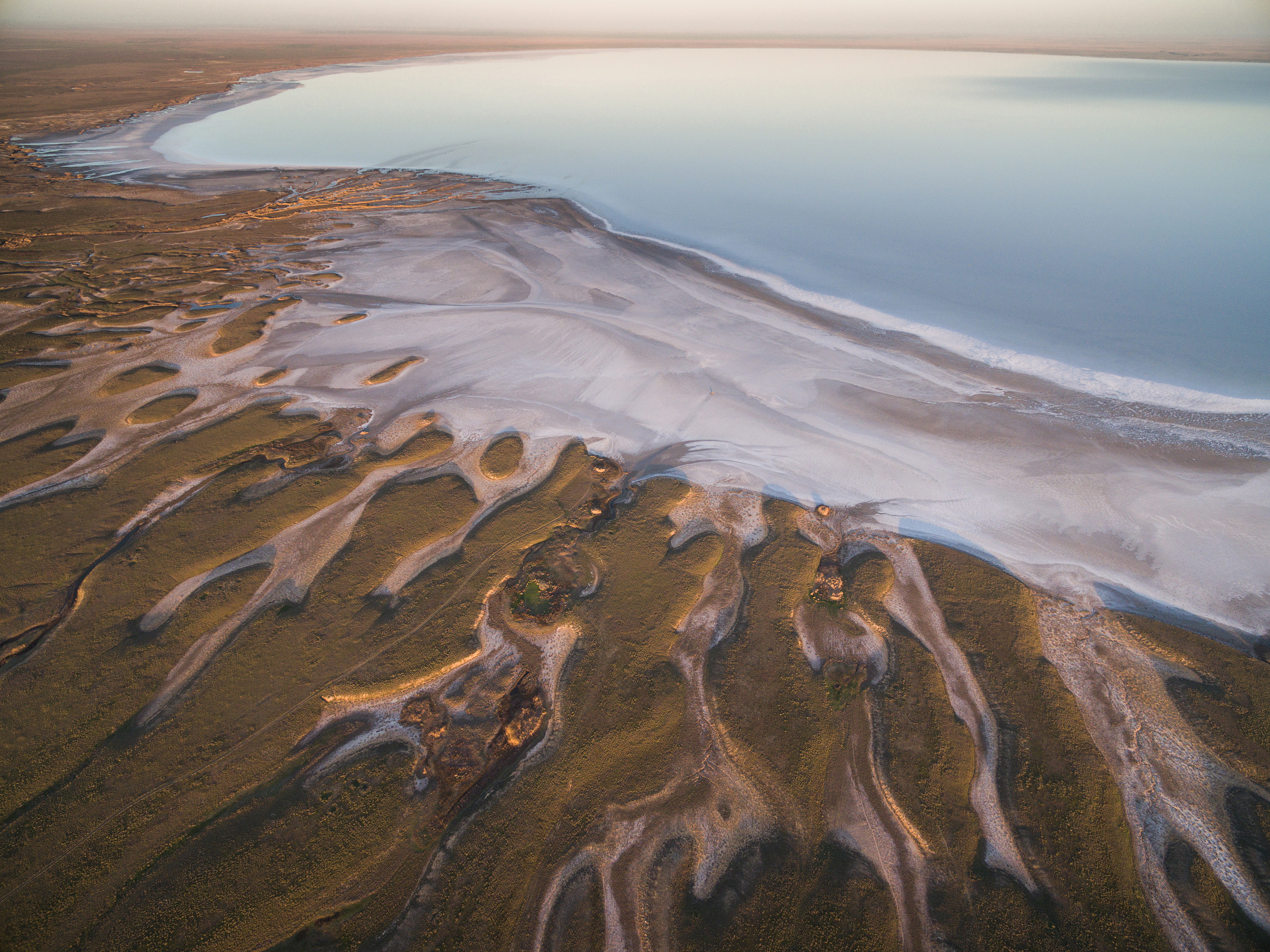
بحيرة التون، روسيا

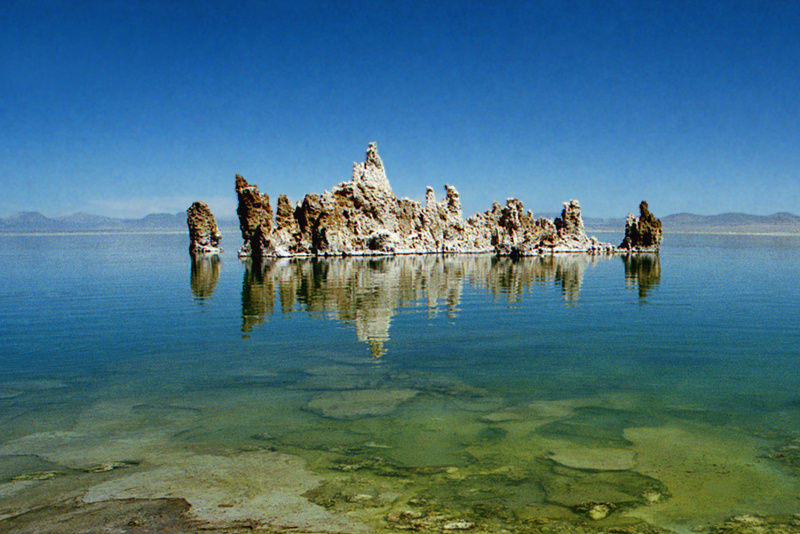
بحيرة مونو، الولايات المتحدة

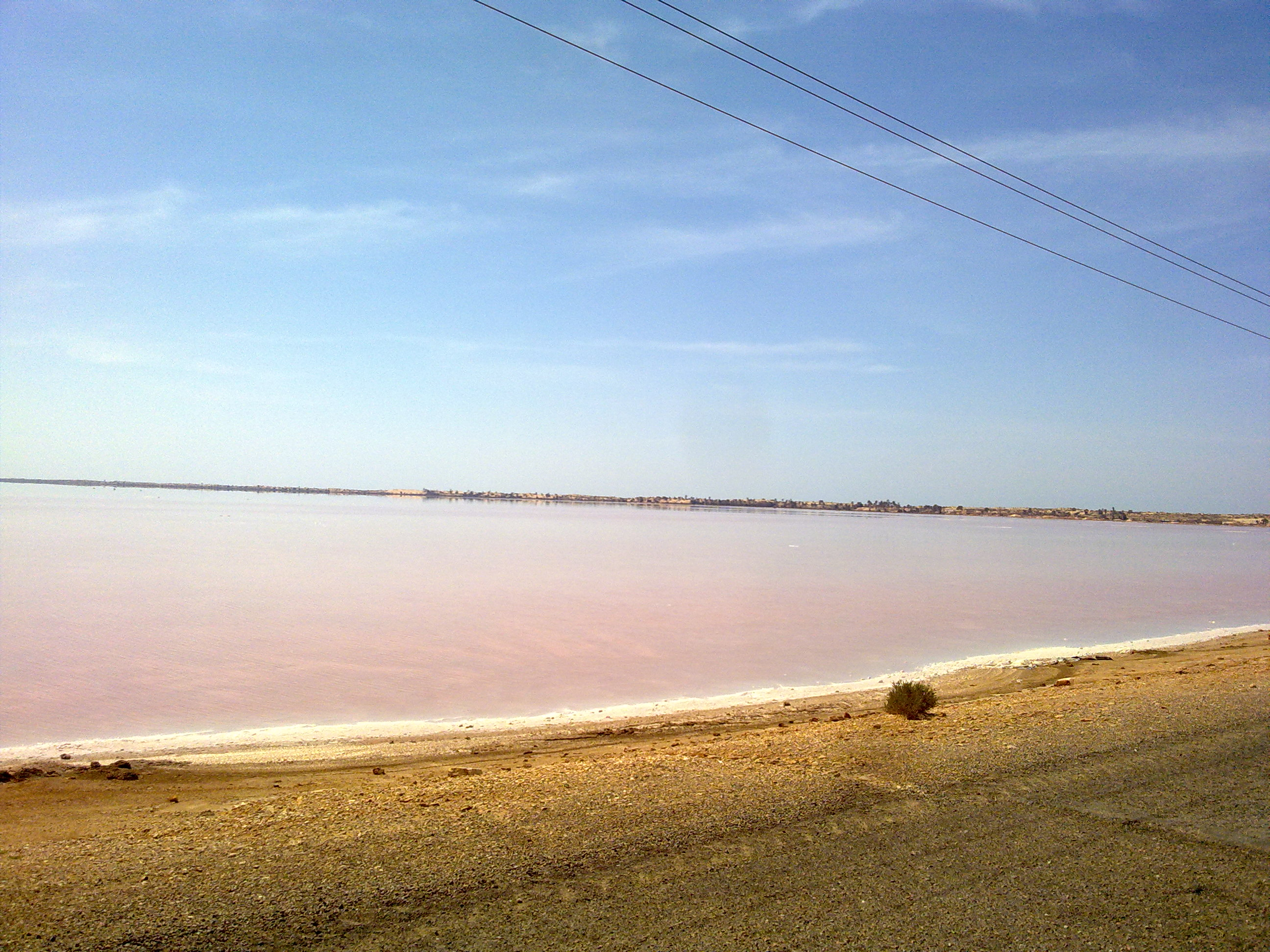
البحيرة المالحة بكركورة - ليبيا

- بحر آرال
- بحيرة بختيجان
- بحر قزوين
- البحر الميت
- بحيرة الشيطان
- بحيرة دون خوان
- البحيرة المالحة الكبرى
- بحيرة لاغونا فيردي
- بحيرة عسل
- بحيرة بومبونجا
- بحيرة التون
- بحيرة إيري
- بحيرة غاردنر
- بحيرة هيلير
- بحيرة ماكاي
- بحيرة النطرون
- بحيرة باليستومي
- بحيرة تيكسوما
- بحيرة تورينس
- بحيرة أرومية
- بحيرة وان
- بحيرة فاندا
- بحيرة مانيتو الصغيرة
- بحيرة لوف هاين
- بحيرة مهارلو
- بحيرة مونو
- نامتسو
- بحر سالتون
- بحيرة سامبار سولت
- بحيرة ساوة
- بحيرة سوتون سولت
- بحيرة كركورة